# The Wailing Wailers
The Wailing Wailers (укр. Плакальники, що плачуть) — дебютний студійний альбом 1965 року ямайського гурту The Wailing Wailers, пізніше відомого як Bob Marley & The Wailers. Альбом, виданий на лейблі Studio One, є збіркою різних записів, зроблених між 1964 і 1965 роками Невілом «Банні» Лівінгстоном (Банні Вейлер), Робертом Нестою Марлі (Бобом Марлі) і Пітером Макінтошем (Пітер Тош).

## Музика
До альбому увійшло те, що Клемент Кокссон Додд вважав найкращими записами The Wailers того періоду. Їм супроводжував акомпануючий гурт Studio One під назвою The Soul Brothers.
Це не студійний альбом у традиційному розумінні, а перша випущена довгогральна платівка з творчістю гурту. Альбом тиражували з моменту його випуску; після першого випуску кожен новий реліз альбому перезаписували, щоб відповідати музичним тенденціям того часу; окрім того, була замінена обкладинка.
Пісні «Simmer Down» і «Rude Boy», записані в 1963 і 1965 роках, стали молодіжними гімнами, завдяки яким The Wailers стали лідерами нового руху.

## Вплив
Фотографія, що вперше з'явилася на обкладинці перевидання 1971 року, стала натхненням для логотипа лейбла 2 Tone Records: а саме Пітер Тош із цієї фотографії став прототипом вигаданого персонажа Волта Ябско (англ. Walt Jabsco), якого створили Джеррі Даммерс і Горас Пантер.

## Список композицій
Автор музики і слів Боб Марлі, якщо не зазначено іншого. 
| Сторона «А» | Сторона «А»                | Сторона «А»                    | Сторона «А» |
| #           | Назва                      | Автор(и)                       | Тривалість  |
| ----------- | -------------------------- | ------------------------------ | ----------- |
| 1.          | «(I'm Gonna) Put It On»    | Марлі, Клемент Кокссон Додд    | 3:06        |
| 2.          | «I Need You» (версія 1964) |                                | 2:48        |
| 3.          | «Lonesome Feeling»         | Марлі, Банні Вайлер, Пітер Тош | 2:50        |
| 4.          | «What's New Pussycat?»     | Берт Бакарак, Хел Девід        | 3:02        |
| 5.          | «One Love»                 |                                | 3:20        |
| 6.          | «When the Well Runs Dry»   | Вільям Белл                    | 2:35        |

| Сторона «Б» | Сторона «Б»                | Сторона «Б»       | Сторона «Б» |
| #           | Назва                      | Автор(и)          | Тривалість  |
| ----------- | -------------------------- | ----------------- | ----------- |
| 7.          | «Ten Commandments of Love» | The Moonglows     | 4:16        |
| 8.          | «Rude Boy»                 |                   | 2:20        |
| 9.          | «It Hurts to Be Alone»     | Джуніор Брейтуейт | 2:42        |
| 10.         | «Love and Affection»       |                   | 2:42        |
| 11.         | «I'm Still Waiting»        |                   | 3:31        |
| 12.         | «Simmer Down»              | Марлі, Додд       | 2:49        |